# Surin (Vienne)
Surin ist eine französische Gemeinde mit 124 Einwohnern (Stand: 1. Januar 2022) im Département Vienne in der Region Nouvelle-Aquitaine (vor 2016 Poitou-Charentes). Die Gemeinde gehört zum Arrondissement Montmorillon und zum Kanton Civray (bis 2015: Kanton Charroux). Die Einwohner werden Surinois genannt.

## Lage
Surin liegt etwa 58 Kilometer südlich von Poitiers an der Lizonne. Umgeben wird Surin von den Nachbargemeinden Genouillé im Norden und Westen, Asnois im Norden und Nordosten, Chatain im Osten sowie Le Bouchage im Süden.

## Bevölkerungsentwicklung
| Jahr                      | 1962 | 1968 | 1975 | 1982 | 1990 | 1999 | 2006 | 2013 |
| Einwohner                 | 332  | 265  | 254  | 192  | 151  | 172  | 149  | 106  |
| Quelle: Cassini und INSEE |      |      |      |      |      |      |      |      |

## Sehenswürdigkeiten
Siehe auch: Liste der Monuments historiques in Surin (Vienne)
- Kirche Saint-Hilaire aus dem 12. Jahrhundert, Monument historique
- Schloss Cibioux aus dem 15./16. Jahrhundert

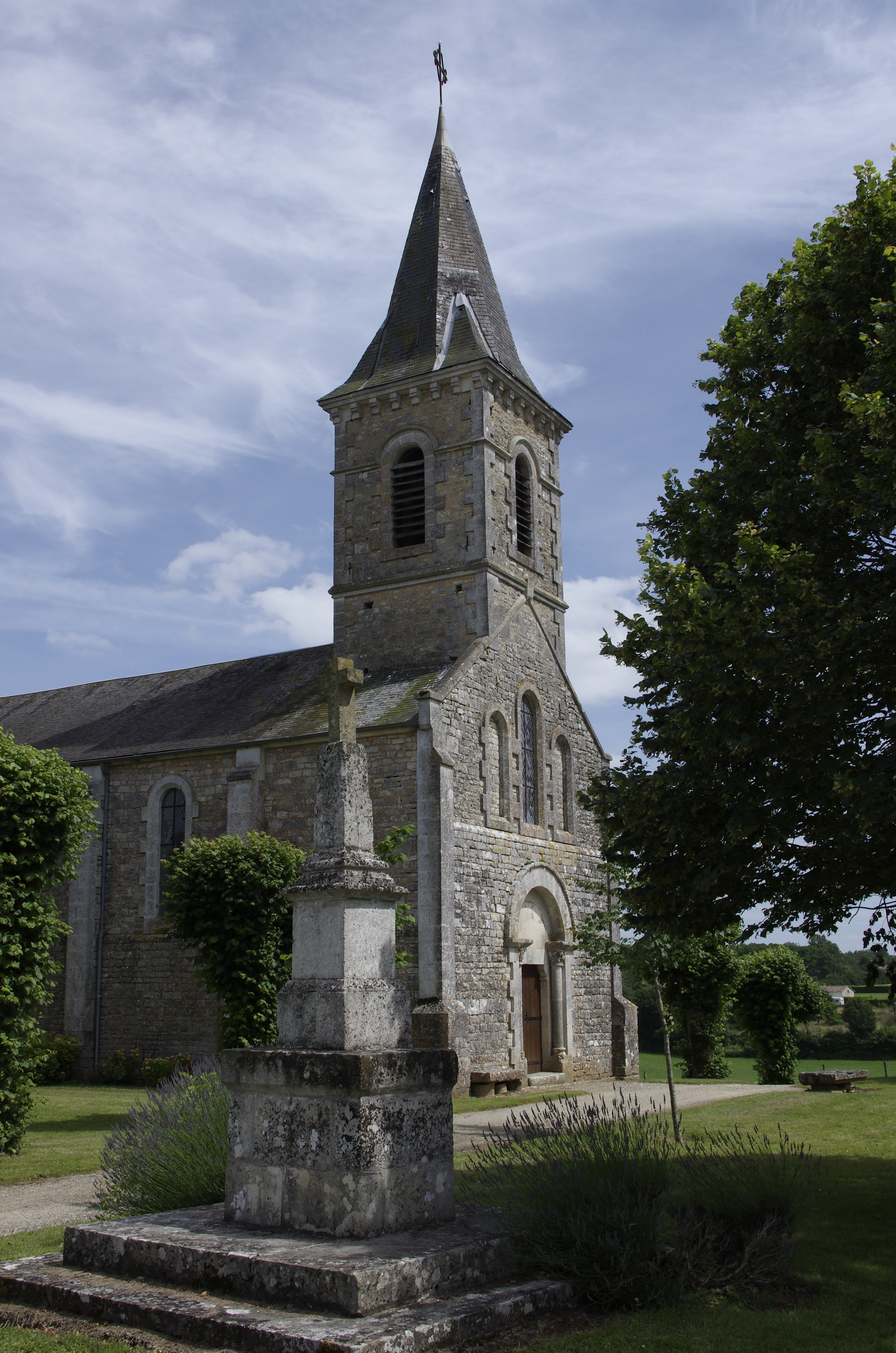
Kirche Saint-Hilaire